# Слеш-нотація Фейнмана
У вивченні поля Дірака у квантовій теорії поля Річард Фейнман винайшов зручну нотацію з косою рисою Фейнмана (менш відому як нотацію з косою рисою Дірака). Якщо A - коваріантний вектор (тобто 1-форма),
{\displaystyle {A\!\!\!/}\ {\stackrel {\mathrm {def} }{=}}\ \gamma ^{1}A_{1}+\gamma ^{2}A_{2}+\gamma ^{3}A_{3}+\gamma ^{4}A_{4}}
де γ - гамма-матриці. Використовуючи нотацію Ейнштейна для сумування, вираз просто записується як
{\displaystyle {A\!\!\!/}\ {\stackrel {\mathrm {def} }{=}}\ \gamma ^{\mu }A_{\mu }}.

## Тотожності
Застосовуючи антикомутатори гамма-матриць, можна вказати, що для будь-яких {\displaystyle a_{\mu }} і {\displaystyle b_{\mu }},
{\displaystyle {\begin{aligned}{a\!\!\!/}{a\!\!\!/}=a^{\mu }a_{\mu }\cdot I_{4}=a^{2}\cdot I_{4}\\{a\!\!\!/}{b\!\!\!/}+{b\!\!\!/}{a\!\!\!/}=2a\cdot b\cdot I_{4}.\end{aligned}}}
де {\displaystyle I_{4}} це матриця тотожності в чотирьох вимірах.
Зокрема,
{\displaystyle {\partial \!\!\!/}^{2}=\partial ^{2}\cdot I_{4}.}
Додаткові тотожності можна вивчити безпосередньо з тотожностей гамма-матриць, замінивши метричний тензор на внутрішні добутки. Наприклад,
{\displaystyle {\begin{aligned}\gamma _{\mu }{a\!\!\!/}\gamma ^{\mu }&=-2{a\!\!\!/}\\\gamma _{\mu }{a\!\!\!/}{b\!\!\!/}\gamma ^{\mu }&=4a\cdot b\cdot I_{4}\\\gamma _{\mu }{a\!\!\!/}{b\!\!\!/}{c\!\!\!/}\gamma ^{\mu }&=-2{c\!\!\!/}{b\!\!\!/}{a\!\!\!/}\\\gamma _{\mu }{a\!\!\!/}{b\!\!\!/}{c\!\!\!/}{d\!\!\!/}\gamma ^{\mu }&=2({d\!\!\!/}{a\!\!\!/}{b\!\!\!/}{c\!\!\!/}+{c\!\!\!/}{b\!\!\!/}{a\!\!\!/}{d\!\!\!/})\\\operatorname {tr} ({a\!\!\!/}{b\!\!\!/})&=4a\cdot b\\\operatorname {tr} ({a\!\!\!/}{b\!\!\!/}{c\!\!\!/}{d\!\!\!/})&=4\left[(a\cdot b)(c\cdot d)-(a\cdot c)(b\cdot d)+(a\cdot d)(b\cdot c)\right]\\\operatorname {tr} ({a\!\!\!/}{\gamma ^{\mu }}{b\!\!\!/}{\gamma ^{\nu }})&=4\left[a^{\mu }b^{\nu }+a^{\nu }b^{\mu }-\eta ^{\mu \nu }(a\cdot b)\right]\\\operatorname {tr} (\gamma _{5}{a\!\!\!/}{b\!\!\!/}{c\!\!\!/}{d\!\!\!/})&=4i\varepsilon _{\mu \nu \lambda \sigma }a^{\mu }b^{\nu }c^{\lambda }d^{\sigma }\\\operatorname {tr} ({\gamma ^{\mu }}{a\!\!\!/}{\gamma ^{\nu }})&=0\\\operatorname {tr} ({\gamma ^{5}}{a\!\!\!/}{b\!\!\!/})&=0\\\operatorname {tr} ({\gamma ^{0}}({a\!\!\!/}+m){\gamma ^{0}}({b\!\!\!/}+m))&=8a^{0}b^{0}-4(a.b)+4m^{2}\\\operatorname {tr} (({a\!\!\!/}+m){\gamma ^{\mu }}({b\!\!\!/}+m){\gamma ^{\nu }})&=4\left[a^{\mu }b^{\nu }+a^{\nu }b^{\mu }-\eta ^{\mu \nu }((a\cdot b)-m^{2})\right]\\\operatorname {tr} ({a\!\!\!/}_{1}...{a\!\!\!/}_{2n})&=\operatorname {tr} ({a\!\!\!/}_{2n}...{a\!\!\!/}_{1})\\\operatorname {tr} ({a\!\!\!/}_{1}...{a\!\!\!/}_{2n+1})&=0\end{aligned}}}
де:
- {\displaystyle \varepsilon _{\mu \nu \lambda \sigma }} є символом Леві-Чівіта
- {\displaystyle \eta ^{\mu \nu }} є метрикою Мінковського
- {\displaystyle m} є скаляром.

## З чотирипроменевим імпульсом
Цей розділ використовує підпис метрики (+ − − −). Часто, коли використовують рівняння Дірака і знаходять поперечні перерізи, зустрічається нотація з косою рисою, що використовується для чотири-імпульсу: використовуючи базис Дірака для гамма-матриць,
{\displaystyle \gamma ^{0}={\begin{pmatrix}I&0\\0&-I\end{pmatrix}},\quad \gamma ^{i}={\begin{pmatrix}0&\sigma ^{i}\\-\sigma ^{i}&0\end{pmatrix}}\,}
а також визначення контраваріантного чотириімпульсу в натуральних одиницях,
{\displaystyle p^{\mu }=\left(E,p_{x},p_{y},p_{z}\right)\,}
ми це чітко бачимо
{\displaystyle {\begin{aligned}{p\!\!/}&=\gamma ^{\mu }p_{\mu }=\gamma ^{0}p^{0}-\gamma ^{i}p^{i}\\&={\begin{bmatrix}p^{0}&0\\0&-p^{0}\end{bmatrix}}-{\begin{bmatrix}0&\sigma ^{i}p^{i}\\-\sigma ^{i}p^{i}&0\end{bmatrix}}\\&={\begin{bmatrix}E&-{\vec {\sigma }}\cdot {\vec {p}}\\{\vec {\sigma }}\cdot {\vec {p}}&-E\end{bmatrix}}.\end{aligned}}}
Аналогічні результати мають місце в інших базисах, таких як базис Вейля.